# Krause Ringdistel
Die Krause Ringdistel (Carduus crispus), auch Krause Distel genannt, ist eine Pflanzenart aus der Gattung der Ringdisteln (Carduus) innerhalb der Familie der Korbblütler (Asteraceae).

## Beschreibung

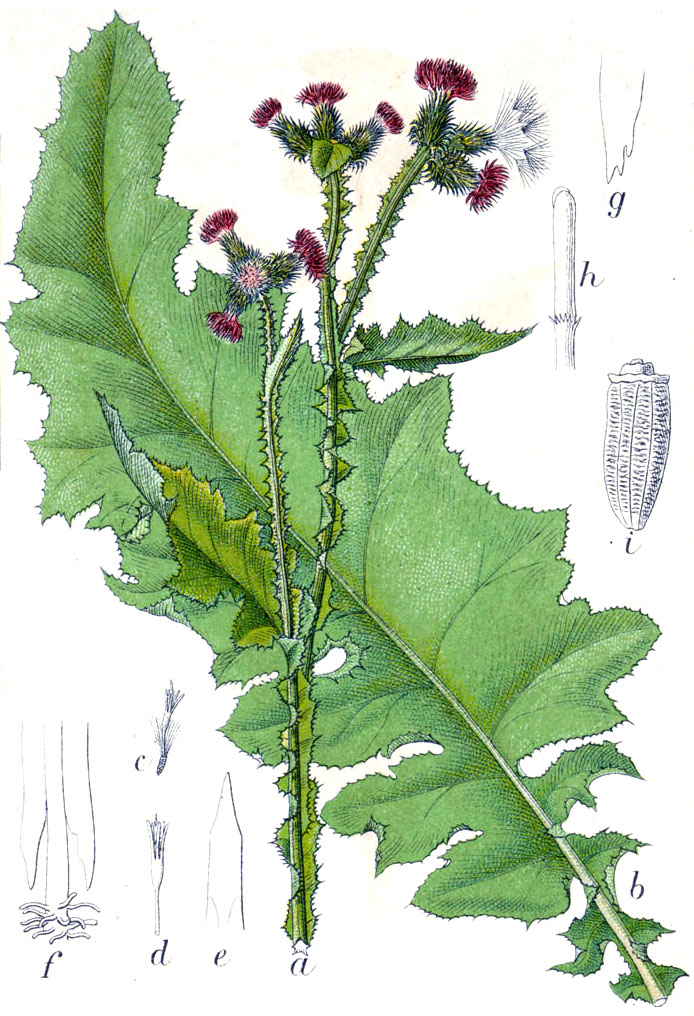
Illustration aus Sturm: Deutschlands Flora in Abbildungen, Band 14, 1796, Tafel 10

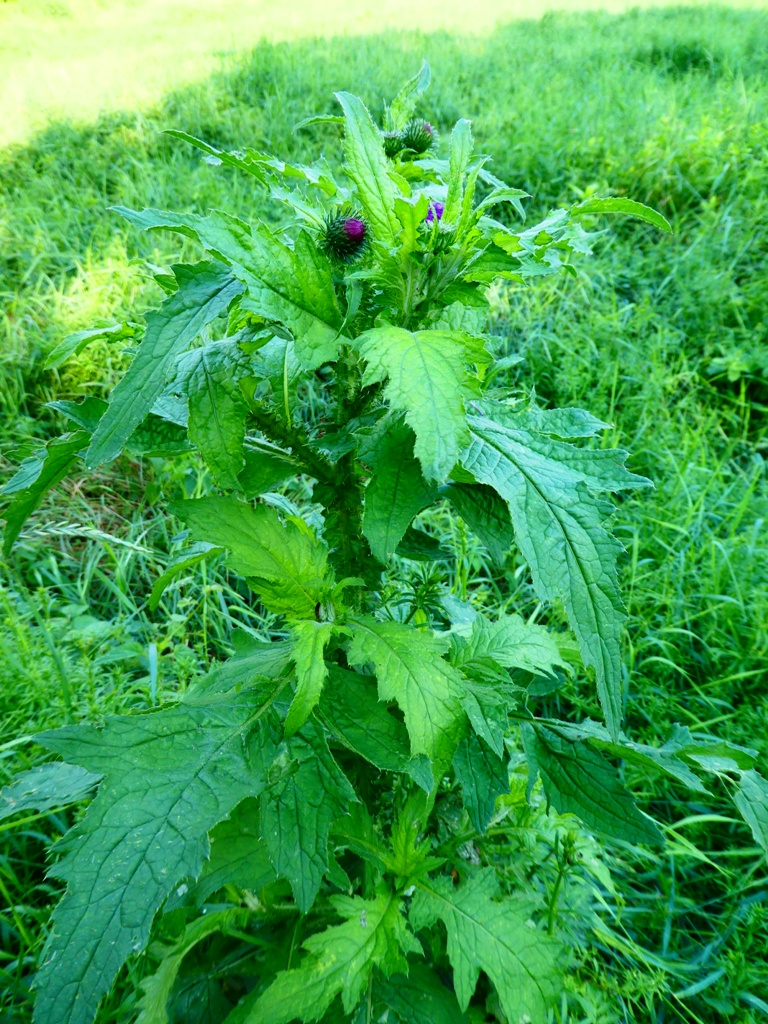
Habitus und Laubblätter

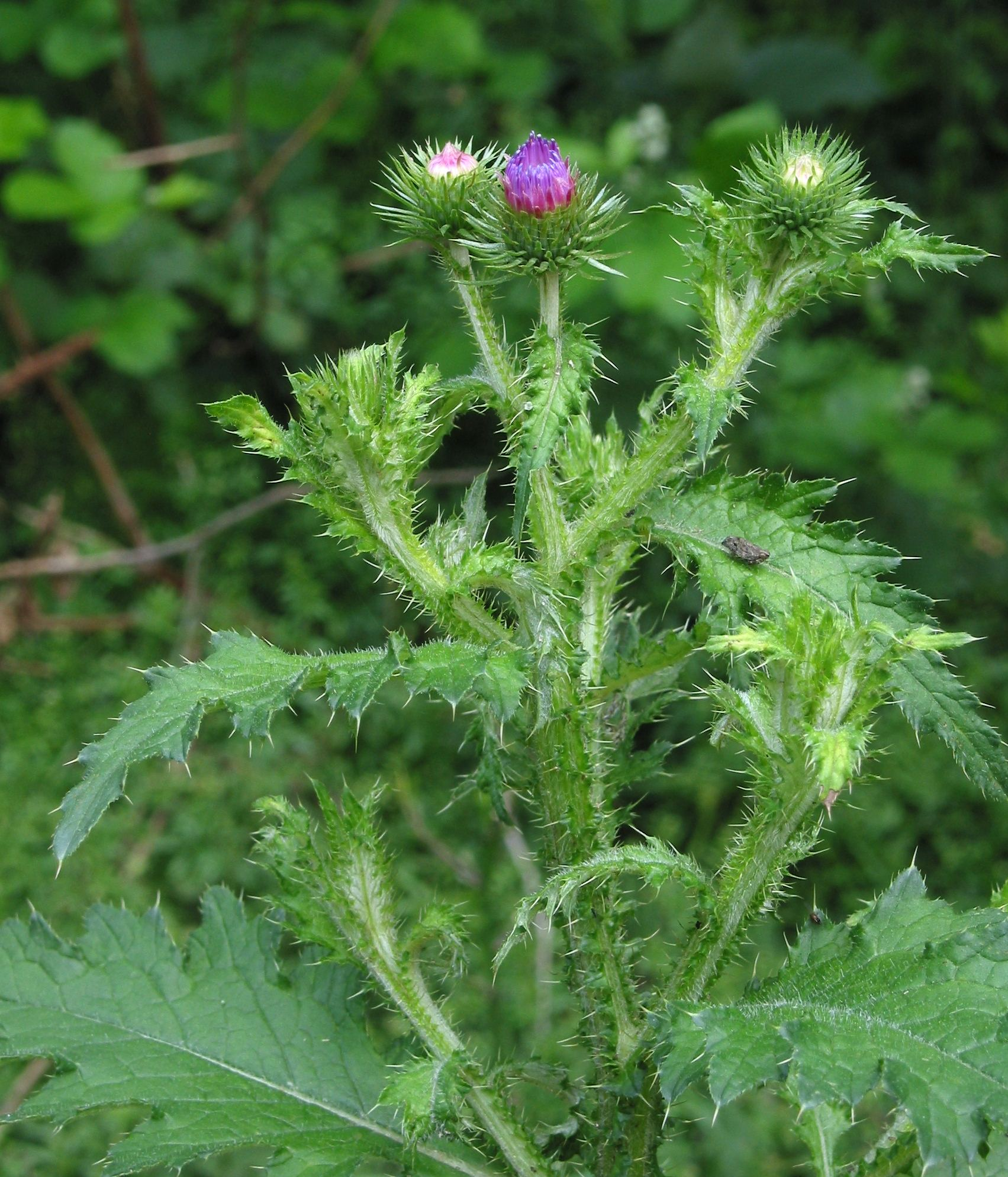
Knospige Blütenkörbe

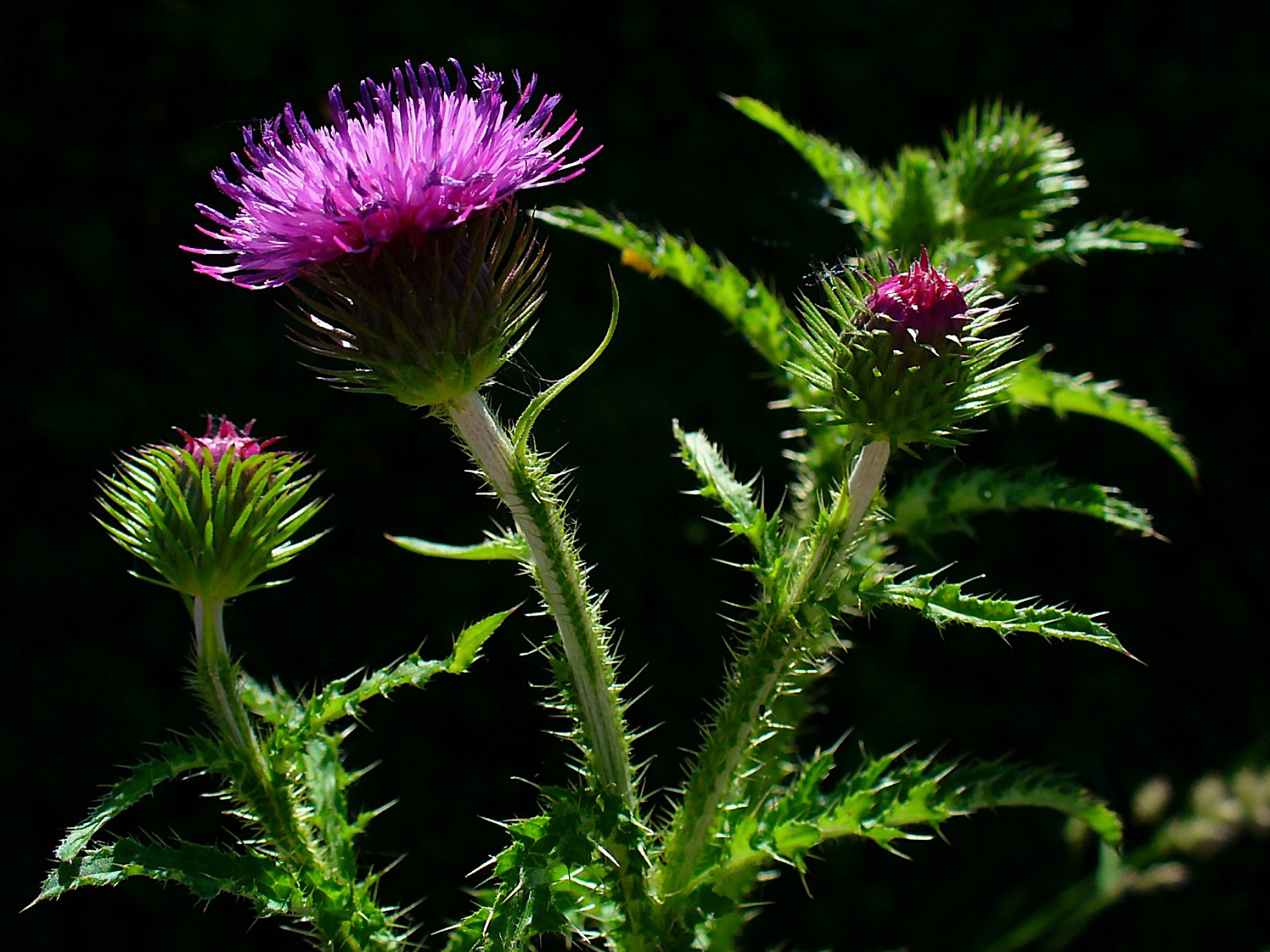
Blütenkörbe in verschiedenen Stadien

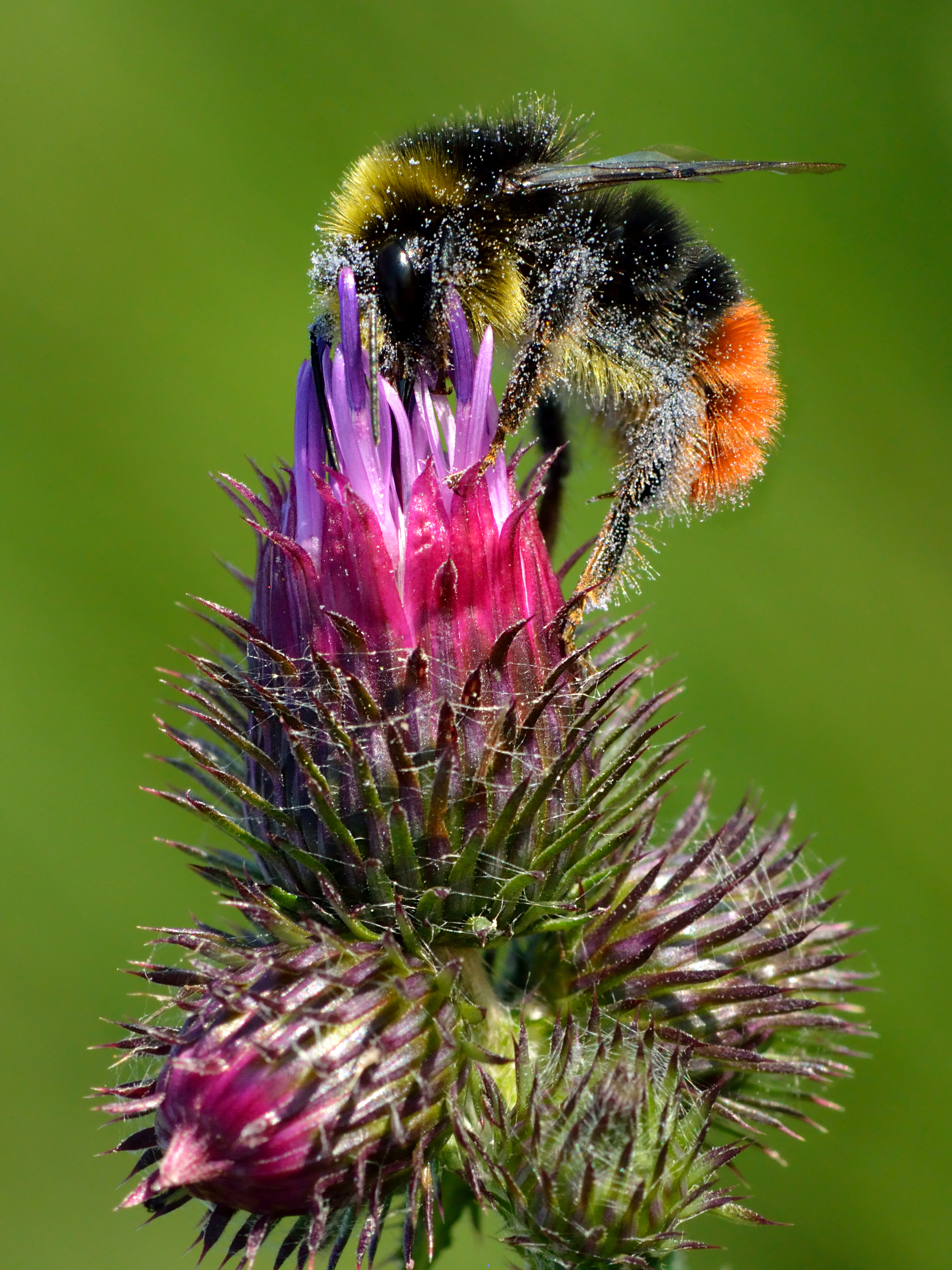
Besuch durch die Steinhummel (Bombus lapidarius)

### Vegetative Merkmale
Die Krause Distel wächst als ein- oder zweijährige krautige Pflanze, die Wuchshöhen von meist 0,5 bis 1,5 (0,3 bis zu 2 Metern) erreicht. Der behaarte bis fast kahle Stängel ist aufrecht, im oberen Bereich mäßig reichlich offen verzweigt und bis unter die Blütenkörbchen bei einer Breite von bis zu 1,5 Zentimetern schmal krausig-dornig geflügelt oder auch nur wenige Millimeter stachellos; ihre Stachel sind bis zu 3 Millimeter lang.
Die wechselständig angeordneten Stängelblätter sind bis über ihrer Mitte fiederteilig oder deutlich gelappt, mit verschmälerter Spreitenbasis sitzend, mit kahler oder nahezu kahler, stumpf dunkel-grüner Blattoberseite und die Blattunterseite ist weiß oder grau filzig oder – selten – wenigstens fast bis zum Blattrand filzig behaart (dann sind die Blattadern gelegentlich weniger filzig und grünlich) und am Stängel herablaufend. Die Blattabschnitte sind eiförmig, zwei- bis dreilappig, ihr Endabschnitt ist am größten. Die Stacheln sind höchstens 4 Millimeter lang, weich und kaum stechend (dies ist ein deutlicher Unterschied zu Carduus acanthoides).

### Generative Merkmale
Die Blütezeit reicht von Juli bis September. Meist drei bis fünf, selten einzelne kurz gestielte körbchenförmige Blütenstände stehen am Ende des Stängels und der Verzweigungen. Die Blütenkörbe besitzen eine Höhe von 1,5 bis 2,5 Zentimetern und einen Durchmesser von 1,5 bis 2 Zentimetern. Die in mehreren Reihen abstehend angeordneten Hüllblätter sind fast nadelförmig schmal und laufen in einen dünnen, 1 bis 2 Millimeter langen Stachel aus; die unteren auch leicht zurückgebogen und selten spinnwebig behaart. Die äußeren Hüllblätter nur etwa halb so lang wie inneren. Es sind nur Röhrenblüten vorhanden, die zwittrig und purpurfarben sind. Die purpurfarbene oder mehr oder weniger weiße Blütenkrone ist 11 bis 16 lang und die Kronzähne sind etwa 3,5-mal länger als der Kronschlund.
Die hell-braunen bis grau-braunen und sehr fein querstrichelig punktiert Achänen sind 2,5 bis 3,8 Millimeter lang. Der Pappus ist dreimal so lang als die Frucht und besteht aus weißen, 11 bis 13 Millimeter langen, feinen Borsten, die nicht fedrig sind.
Die Chromosomenzahl beträgt 2n = 16 oder 18.

## Ökologie
Bei der Krausen Distel handelt es sich um einen monokarpen Hemikryptophyten.
Gallbildungen werden durch Urophora solstitialis hervorgerufen. Es ist Wirtspflanze für die Pilzarten: Erysibe taurica, Ophiobolus acuminatus, Cystopus tragapogonis und Puccinia carduorum.

## Vorkommen
Das Gesamtverbreitungsgebiet von Carduus crispus erstreckt sich von Südwest- über Süd- sowie Mittel- und Nord- bis Ost- sowie Südosteuropa, ostwärts bis zum Kaukasusraum und Sibirien sowie über Kasachstan bis zur Mongolei sowie Korea. Das Herbarmaterial aus China kann wohl besser Carduus acanthoides zugeordnet werden. Carduus crispus ist in Nordamerika und Neuseeland, der Türkei und Japan ein Neophyt.
Die Krause Distel wächst in Bachstaudenfluren an Feld-, Wald- und Straßenrändern, auf Bahngelände und Schuttplätzen sowie an offenen, gestörten, stickstoffbeeinflussten Flächen. Sie gedeiht auf frischen bis feuchten, nährstoffreichen, humosen bis sandigen Lehm- oder Tonböden. Im Tiefland fehlt sie gebietsweise, desgleichen in raueren Lagen der Mittelgebirge, des Voralpenlands und der Alpen; sonst tritt sie zerstreut auf und oft in mäßig individuenreichen, lockeren Beständen. Sie gedeiht selten in Höhenlagen oberhalb von 1000 Metern. In den Allgäuer Alpen steigt sie in Vorarlberg bei Hochtannberg bis in eine Höhenlage von 1670 Metern auf. In Graubünden erreicht sie sogar die Höhenlage von 1900 Metern.
Pflanzensoziologisch ist sie Kennart der Klasse der Ausdauernden Ruderalgesellschaften (Artemisietea) mit Schwerpunkt in der Ordnung Convolvuletalia.
Die ökologischen Zeigerwerte nach Landolt et al. 2010 sind in der Schweiz: Feuchtezahl F = 3w (mäßig feucht aber mäßig wechselnd), Lichtzahl L = 4 (hell), Reaktionszahl R = 4 (neutral bis basisch), Temperaturzahl T = 4 (kollin), Nährstoffzahl N = 4 (nährstoffreich), Kontinentalitätszahl K = 4 (subkontinental).

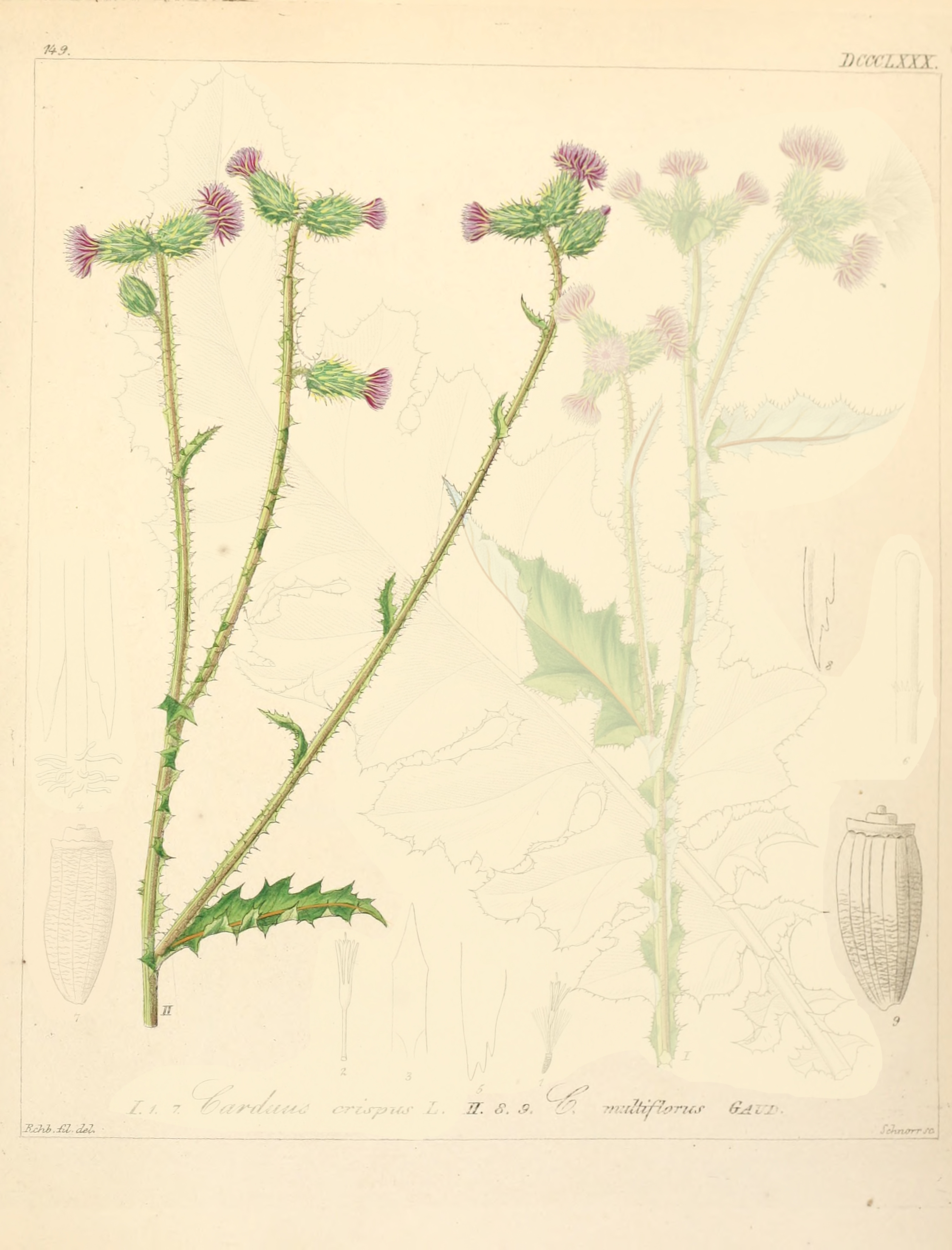
Illustration von Carduus crispus subsp. multiflorus

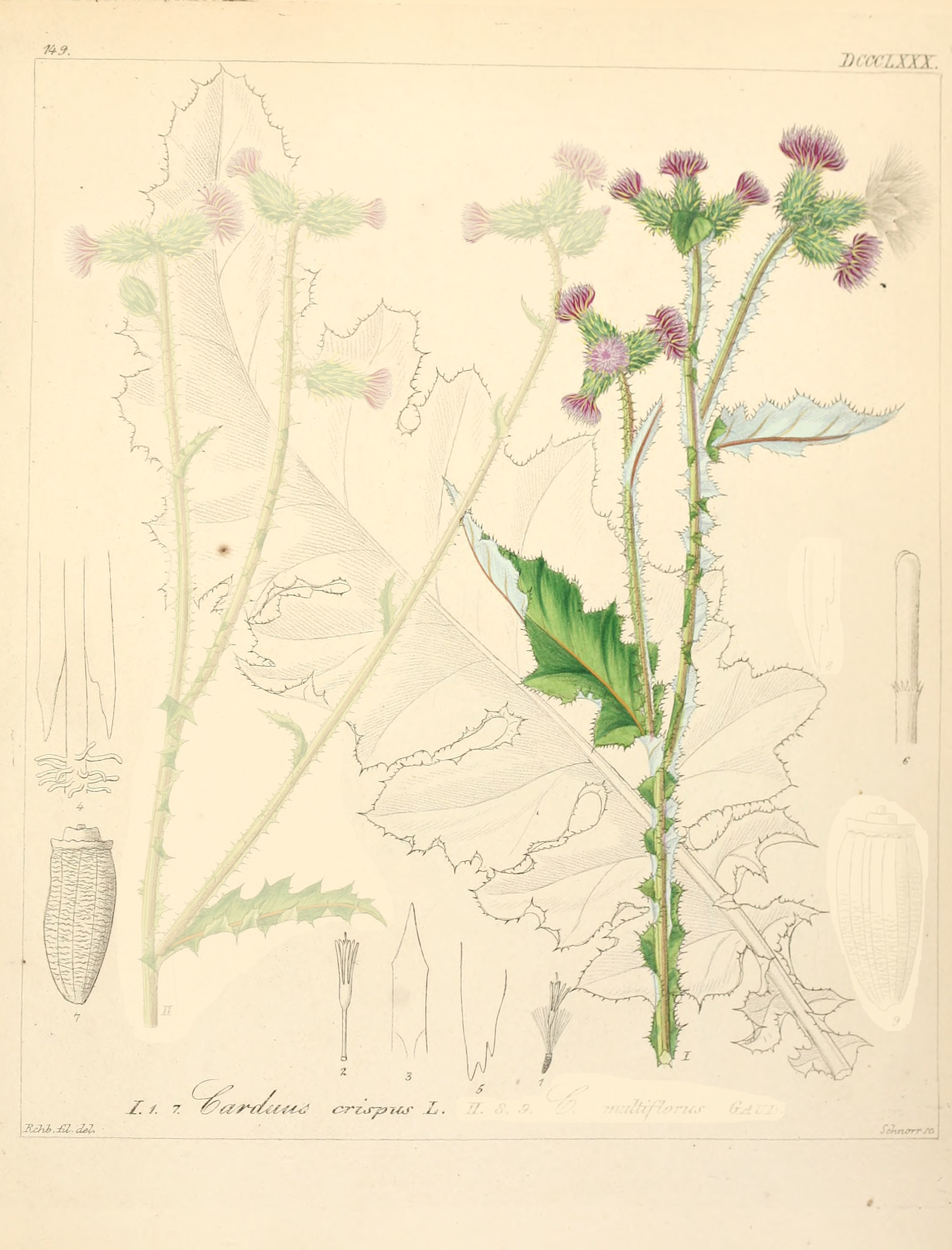
Illustration von Carduus crispus subsp. crispus

## Systematik
Die Erstveröffentlichung von Carduus crispus erfolgte 1753 durch Carl von Linné in Species Plantarum, Tomus II, Seite 821. Das Artepitheton crispus bedeutet „kraus“. Synonyme für Carduus crispus L. sind: Carduus agrestis A.Kern. non C.Presl, Carduus incanus Klokov, Carduus crispus subsp. agrestis Vollm.
Je nach Autor gibt es wenige Unterarten:
- Eigentliche Krause Distel (Carduus crispus L. subsp. crispus): Sie ist von Frankreich sowie Norditalien über Mittel- bis Nordeuropa weitverbreitet.[2][7]
- Vielblütige Krause Distel (Carduus crispus subsp. multiflorus (Gaudin) Franco, Syn.: Carduus multiflorus Gaudin, Carduus acanthoides subsp. multiflorus (Gaudin) Nyman, Carduus crispus subsp. occidentalis Chass. & Arènes): Es gibt Fundortangaben für Spanien, Frankreich, Belgien, das Vereinigte Königreich, Irland, die Niederlande, Deutschland, die Schweiz und Rumänien.[7][2]

## Trivialnamen
Für die Krause Ringdistel bestehen bzw. bestanden, zum Teil auch nur regional, auch die weiteren deutschsprachigen Trivialnamen: Kratzdistel, Ruchdistle (Schweiz) und Wolfsdistle (Schweiz).